# 上龍亞目
上龍亞目（Pliosauroidea），簡稱上龍，意思是“超越一般的蜥蜴”，是一種海生爬行動物，生存於中生代的侏儸紀中晚期與白堊紀早期。上龍亞目屬於蛇頸龍目，起初僅包括上龍科，但現在包括其他科與屬。上龍類是所有鰭龍類當中咬合力最大、戰鬥力最強的一個分支，甚至成為後起之秀，在其存在的時候甚至生態位凌駕於結構更加海洋化的魚龍之上。上龍與其真蛇頸龍類的近親，還有整個鰭龍超目都不是恐龍。
相較於“長頸”的蛇頸龍類，上龍類的特徵是“短頸、長頭、行動中速但極度兇猛”。上龍類是肉食性動物，長而強壯的頜部有多排銳利的牙齒，適合抓住少數、巨大的獵物。巨大的頭部大部分是嘴部，上有巨大眼睛與一對鼻孔管，鼻孔管能夠有直接的水中嗅覺，如同其他蛇頸龍類。牠們與蛇頸龍類都使用四個巨大鰭狀肢來游泳，四肢已演化成長、寬、強壯的鰭狀肢，分別位在長型身體的四角。尾巴短而逐漸變細，可能作為舵使用，如同其他蛇頸龍類。牠們可能對於深海環境適應良好。上龍類的身長介於4到15公尺。牠們可能獵食魚龍類或其他蛇頸龍類。
典型的屬包括：巨板龍、克柔龍、滑齒龍、上龍、泥泳龍。化石發現於英格蘭、墨西哥、南美、澳洲、接近挪威的北極地區。
許多早期（三疊紀最後一期瑞提階與早侏儸紀）的原始上龍類外表非常類似蛇頸龍類，所以過去分類於蛇頸龍科。上龍亞目比起蛇頸龍亞目存活的時間更短，白堊紀土侖階後就全部滅絕了並沒有撐到K-T事件的發生。

## 分類學

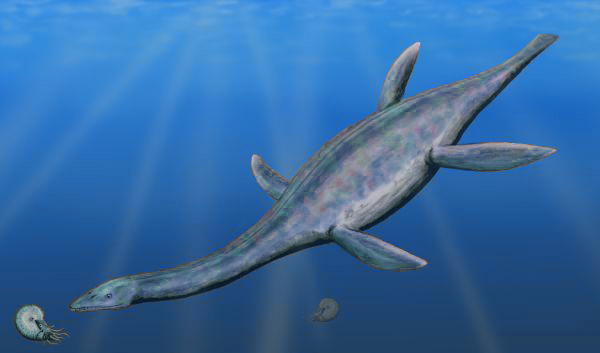
海洋龍

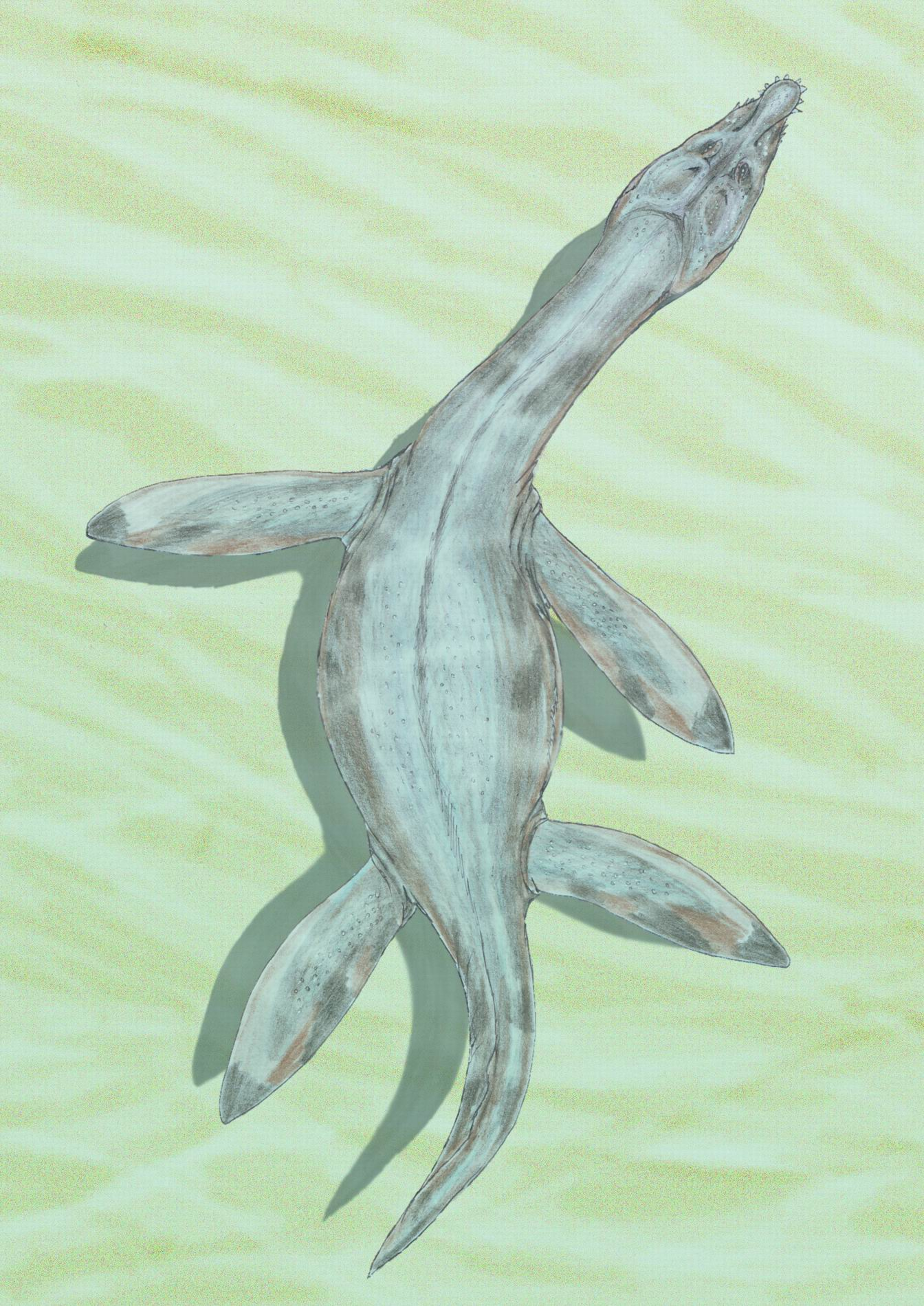
菱龍

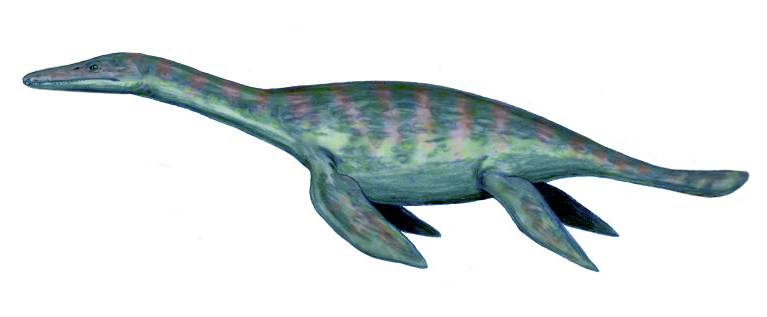
巨板龍

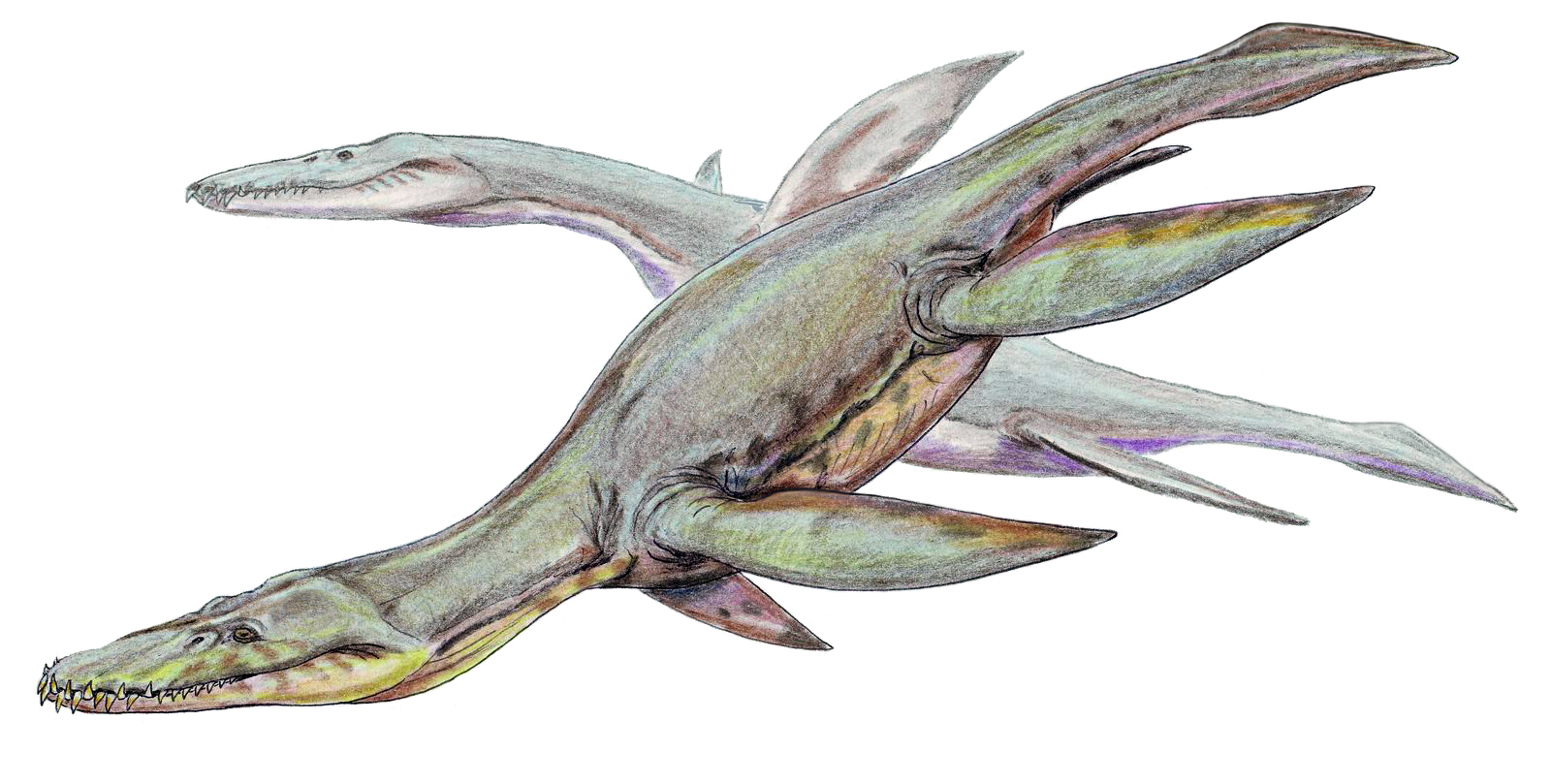
扁鼻強龍

以下分類基于2011年的蛇頸龍類親緣分支分類法。
- 上龍亞目 Pliosauroidea
  -  ?中國上龍 Sinopliosaurus
  -  ?深椎龙 Bathyspondylus
  -  ?厚喙龍 Pachycostasaurus
  -  ?菱龍科 Rhomaleosauridae
    -  ?安宁龙属 Anningasaura
    - 始泳龙属 Archaeonectrus
    - 战殇龙属 Atychodracon
    - 阿瓦隆泳龙属 Avalonnectes
    -  ?璧山上龙属 Bishanopliosaurus
    - 北泳龙属 Borealonectes
    - 寬鎖龍屬 Eurycleidus
    - 海蜥龍屬 Maresaurus
    - 菱龍屬 Rhomaleosaurus
    - 梅尔拉龙属 Meyerasaurus
    - 森納斯羅龍属 Sthenarosaurus
    - 街道龙属 Stratesaurus
    -  ?渝州上龙属 Yuzhoupliosaurus
    -  ?巨板龙属 Macroplata

  - 上龍科 Pliosauridae
    - 游蜥王龙属 Anguanax
    - 艾登堡龍 Attenborosaurus
    - 豪夫龍屬 Hauffiosaurus
    - 大理石泳龍屬 Marmornectes
    - 巨遊龍 Megalneusaurus
    - 海洋龍 Thalassiodracon
    - 瑞替龍屬 Rhaeticosaurus
    - 阿米尼烏斯龍屬 Arminisaurus
    - 海猎龙类 Thalassophonea
      - 寒泳龍屬 Cryonectes
      - 故乡龙属 Eardasaurus
      - 蓋雅多龍屬 Gallardosaurus
      - 滑齒龍 Liopleurodon
      - 泥泳龍 Peloneustes
      - 上龍 Pliosaurus
      - 扁鼻強龍 Simolestes
      - 短颈龙亚科 Brachaucheninae
        - 短頸龍 Brachauchenius
        - 克柔龍 Kronosaurus
        - 洛林龙属 Lorrainosaurus
        - 盧斯汗龍屬 Luskhan
        - 希臘匕首龍屬 Makhaira
        - 巨頭龍屬 Megacephalosaurus
        - 多脊齒龍 Polyptychodon
        - 薩奇卡龍屬 Sachicasaurus
        - 窄鼻龍屬 Stenorhynchosaurus

## 發現
在2009年10月26日，收藏家希恩（Kevan Sheehan）在英國西南部侏羅紀海岸（Jurassic Coast）發現長約2.4米的上龍頭骨化石。專家推測，這塊頭骨屬於一隻身長達16米，重約50噸的上龍，乃迄今發現的上龍之中體積最大。古生物專家福里斯特說：「這塊頭骨化石的特別之處，不是在於其龐大體積，而是它十分立體，沒有太大的變形」。
在2006年8月，奧斯陸大學的古生物學家在挪威發現一個上龍類化石。這個上龍類化石相當完整，是首次發現的完整上龍類化石。這個化石可能屬於上龍或滑齒龍，有待進一步的研究發表。
在2002年，在墨西哥發現一個非常大型的上龍類化石，名為「Monster of Aramberri」。這個化石發現於La Caja地層，年代為啟莫里階。這個化石僅包含部份脊柱，頭骨長度估計為3公尺，身長估計約15公尺。雖然新聞報導將這個化石敘述為滑齒龍，但沒有研究可以確定。這化石是在1985年由一位地理學學生發現，起初被Hahnel誤認為獸腳類恐龍。化石最初包含嘴部與牙齒，現已遺失。

## 外部連結
- The Plesiosaur Directory - pliosaur page
- Possibly the first full skeleton of a pliosaur was found in October, 2006.[]
- The monster from the North